# О'Рурк Марія Миколаївна
О'Рурк Марія Миколаївна (Тарновська) (9 липня 1877 року, Полтава - 23 січня 1949 року, Санта-Фе-де-ла-Вера-Крус, Аргентина) — засуджена у справі 1910 року за причетність до вбивства графа Павла Комаровського, одного з її коханців.

## Життєпис
Марія Миколаївна народилась у Полтаві у родині графа Миколи О'Рурка, російського військово-морського офіцера ірландського походження та  його другої дружини Катерини Селецької, доньки Петра Селецького. По закінченні Інституту благородних дівиць вона познайомилася із сином відомого цукрового магната і мецената Василя Тарновського. Батьки були проти стосунків дітей. Василь "Васюк" Тарновський та Марія О’Рурк повінчалися таємно, і батькам довелось визнати їхній шлюб.  Після одруження вона змінила прізвище на Тарновська.
У 20 років Марія народила першу дитину сина Василя. Під час пологів вона перенесла багато ускладнень. Мастит унеможливив годування груддю дитини.
Марія багато подорожувала, бо вірила, що це допоможе їй впоратися з хворобою. Під час поїздки у Геную, намагаючись лікувати свої хвороби, вона захворіла на черевний тиф. Це було наслідком психологічного стану Марії та гінекологічних захворювань. Марія знову завагітніла, народила сина.  Її чоловік повністю ігнорував  дружину і навіть під час народження сина не був поруч з нею, а пив у барі. Пізніше він втік і жив з балериною.
Марія завжди була на межі божевілля. Багато хто був шокований і не вірив, що худенька, висока жінка з каштановим волоссям і солодким чуттєвим голосом, яка відвідувала великі салони Європи, елегантна, вишукана, здатна придумати злочини.
Лікарі стверджували, що її родина мала психологічні проблеми. Вона була залежна від таких наркотиків, як ефір, морфін та кокаїн, навіть приймала смертельну дозу. Вона лікувалась від сказу після укусу собакою,  що також мало ускладнення для її нервової системи. Лікарі вважали, що всі її проблеми походять від гінекологічних захворювань.  Коли вона неофіційно розлучилася з графом Тарновським, то погодилася з графом, що один із дітей, Тіока, залишиться з нею, а Тетяна, з ним. Вона була дуже близька до Тіоки, навіть на суді це було актуально, оскільки лікарі та адвокати використовували цю прихильність як привід. Крім того, у чоловіка був брат Петро Тарнавський (1875-1898), який покінчив життя самогубством через кохання до фатальної Марії.  Вона ще страждала від клаустрофобії, бо не любила приміщення із закритими дверима, тому що вірила в ідею, що по той бік дверей є мертві люди. Її божевілля ще більше погіршилося, коли чоловік залишив сина спати в тій же кімнаті, де його тесть покінчив життя самогубством. Насправді вона була психопатом.

## Коханці
У Марії було багато коханців, серед яких Стефан Боржевський, який навчав її користуватися зброєю і був поранений кулею, якою Марія Тарновська вистрелила у руку. Боржевського вбив чоловік графині на дуелі. Тарновська знепритомніла, коли побачила кров смертельно пораненого коханого. «Чорна вдова», як називали Марію Тарновську, довела до самогубства Володимира Шталя. Перед смертю він застрахував своє життя на її користь. Окрім Боржевського її коханцем був Микола Наумов, який убив графа Комаровського (колишнього чоловіка Марії). Вона легко маніпулювала ним, як і всіма іншими. Микола Наумов був молодий чоловік, який мав психологічні проблеми, успадковані від сімейної генетики і також пов'язані з травмою, якоъ він зазнав, коли тонув у річцы Волга, коли мав 16 років. Він також був алкоголік, а Марія була схильна до мазохізму.
Ще двоє людей стали частиною її життя: барон фон Шталь та Пер'є. Перший відправляв наркотики графині для боротьби з сильним болем. Він також надіслав їй листи, в яких висловлював відданість. Марія вважалася надзвичайно пристрасною жінкою, зачаровуючи навіть присутніх на суді.
Коханцем графині Тарновської також був  Донат Прилуков,  адвокат. Він довго чинив опір чарам графині. Зрештою  Прилуков покинув свою дружину та трьох дітей, украв гроші у клієнтів і повіз Тарновську у Французький Алжир. А коли кошти закінчилися, коханці стали думати, як поповнити бюджет. У той час у Французькому Алжирі відпочивав удівець граф Комаровський, котрий тут же захопився Марією. На прохання Тарновської він застрахував своє життя на її користь на 500 тисяч франків. Так необачний граф підписав собі смертний вирок.

## Вирок
Процес розпочався в п’ятницю 5 березня 1910 року і тривав до 20 травня того ж року. Проведено 48 слухань. Під час судового процесу були присутні видатні особистості: актори, герцоги, тогочасні злочинці.
Дебати проходили  в Парижі. Адвокатами Тарновської були: Артуро Вечіні та Адріано Дієна.  Марія приїжджала  привілейована і відчувала себе спокійно у розкішному та екстравагантному середовищі, вона мала дуже дорогих свідків.
Захист заявив, що головна причина Маріїних розладів полягає в тому, що вона ніколи не зустрічала справді доброго, відданого та чесного чоловіка. Захист намагався виправдати дії Марії залежністю та хворобами. Графиня була засуджена до 8 з половиною років (менше від Прилукова тому, що вона була жінкою).
Фраза, яка підсумовує життя графині, така: "За Марію Тарновську багато хто хотів померти або вбити, але мало хто бажав, щоб вона померла".

## Завершення справи
Після звільнення  у 1915 році Марію переведено до пенітенціарного закладу Трані, розташованого на півдні Королівства Італія. В компанії американського дипломата Марія емігрувала під псевдонімом Ніколь Руш (Nicole Roush) до Південної Америки.
У 1916 році вона жила  в Буенос-Айресі з новим коханцем, французом Альфредом де Віллемером, стала відома під іменем "мадам Віллемер". Є повідомлення про те, що Марія продавала шовк та інші прикраси.
Марія Тарновська померла 23 січня 1949 року. Її тіло перевезли в Українську РСР, тоді частину СРСР, де  поховали поруч з предками.